# 올림푸스 PEN E-PM1
PEN E-PM1(영어: Olympus PEN E-PM1)은 2011년 9월 출시된 올림푸스의 미러리스 렌즈 교환식 카메라이다. 올림푸스 PEN E-PL2의 라인업 아래의 위치이며, 경량화 버전이나, 성능에는 차이가 없다. 오히려 상위 라인인 E-P3와 LCD 성능, 외장 디자인 및 재질, 내장 플래시 미지원을 제외하면 거의 같은 기종으로 볼 수 있다.

## 같이 보기
- 마이크로 포서즈 시스템
- 미러리스 카메라